# Burroughs Corporation
Burroughs Corporation é uma fabricante de computadores.
A empresa surgiu na década de 1970 para competir com a IBM.

## Literatura
- Barton, Robert S. "A New Approach to the Functional Design of a Digital Computer" Proc. western joint computer Conf. ACM (1961).
- Gray, George. "Some Burroughs Transistor Computers", Unisys History Newsletter, Volume 3, Number 1, March 1999.
- Gray, George. "Burroughs Third-Generation Computers"[ligação inativa], Unisys History Newsletter, Volume 3, Number 5, October 1999.
- Hauck, E.A., Dent, Ben A. "Burroughs B6500/B7500 Stack Mechanism", SJCC (1968) pp. 245–251.
- McKeeman, William M. "Language Directed Computer Design", FJCC (1967) pp. 413–417.
- Organick, Elliot I. "Computer System Organization The B5700/B6700 series", Academic Press (1973)
- Wilner, Wayne T. "Design of the B1700", FJCC pp. 489–497 (1972).
- Wilner, Wayne T., "B1700 Design and Implementation", Burroughs Corporation, Santa Barbara Plant, Goleta, California, May 1972.